# Хьюстонский университет
Хью́стонский университет (англ. University of Houston) — общественный исследовательский университет в США, расположенный в Хьюстоне, штат Техас. Крупнейший и главный кампус в cистеме Хьюстонского университета (UHS), а также 3-й по величине университет в штате.
Изданием The Princeton Review был причислен к одному из лучших университетов США, а также входит в число первых 300 университетов в Академическом рейтинге университетов мира.
Состоит из 12 колледжей и предлагает 300 образовательных программ, в том числе в области права, оптометрии и фармации. Ежегодно проводит научных исследований на сумму около $ 120 млн. и управляет более 40 научно-исследовательскими центрами и институтами, расположенными на территории кампуса. Работа ведётся в области коммерциализации и использовании космического пространства, сверхпроводимости, биомедицинских и инженерных наук, энергетики, природных ресурсов и искусственного интеллекта. Деятельность университета приносит экономике Хьюстона ежегодно более $ 3,1 млрд. и поддерживает около 24 000 рабочих мест.
В Хьюстонском университете регулярно проводятся театрализованные представления, концерты и мероприятия, действуют порядка 400 студенческих организаций и 16 спортивных команд.

## История

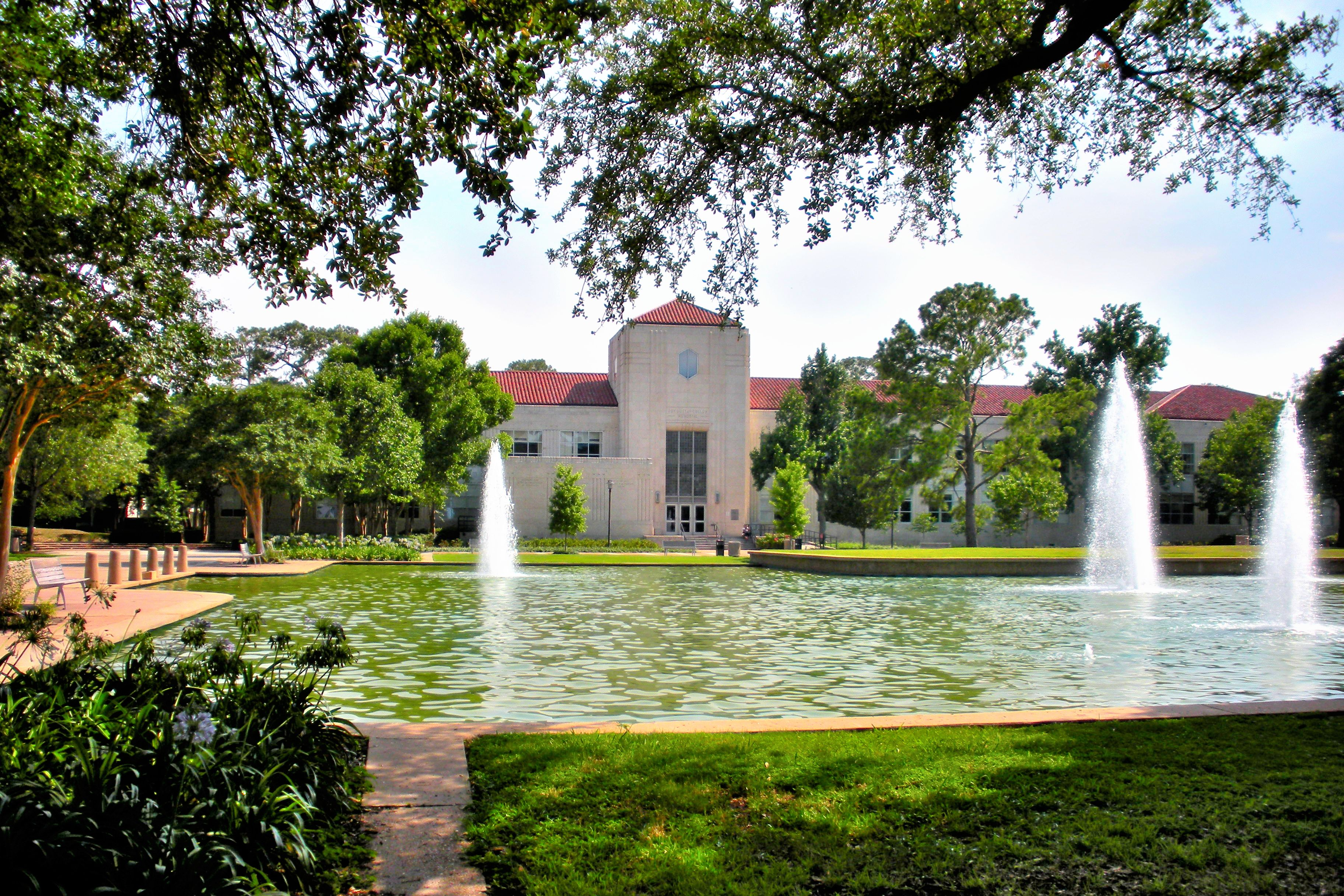
Построенное в 1938 году Рой Каллен Билдинг — первое здание кампуса Хьюстонского университета

История университета начинается с Хьюстонского молодёжного колледжа. 7 марта 1927 года совет попечителей Хьюстонского независимого школьного округа (HISD) единогласно принял резолюцию, которая разрешала основание колледжа.
Изначально он находился на территории Высшей школы Сан-Хасинто, а занятие проводились только в вечернее время. В день принятия резолюции, состоялся и первый набор учащихся — 232 студента, которых обучали 12 преподавателей. Этот приём был организован с целью подготовки будущих учителей и преподавателей колледжа. Датой официального открытия считается 19 сентября того же года, к этому времени были сформированы все требования к принимаемым студентам и проведена подготовка к началу их регистрации. Ключевой фигурой в основании колледжа стал его первый президент Эдисон Эллсворт Оберхольцер.

### Создание университета

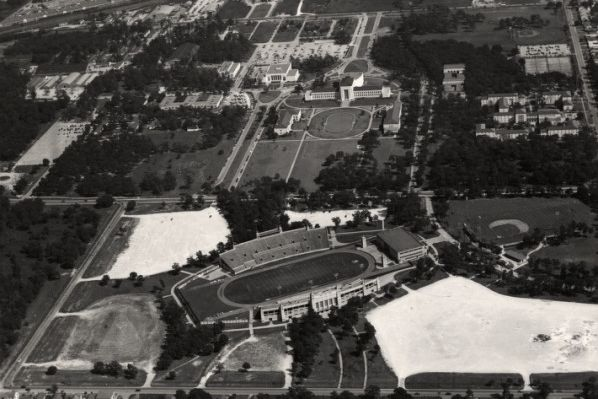
Кампус Хьюстонского университета с высоты птичьего полёта (ок. 1950)

Своё право стать университетом, колледж получил в октябре 1933 года, когда губернатор Мириам Фергюсон подписал, принятый палатой представителей Техаса, законопроект № 194. 30 апреля 1934 года совет попечителей HISD принял резолюцию об организации на базе высшей школы Сан-Хасинто учреждения с 4-летней программой образования и переименовании Хьюстонского колледжа в Хьюстонский университет.
Первый учебный год в организованном университете начался 4 июня 1934 года, тогда здесь обучались 682 студента, спустя несколько месяцев кампус университета был перемещён в новые здания, расположенные у Второй баптистской церкви в Милам и Мак-Говен. Однако, уже следующей осенью перемещён ближе к Южной баптистской церкви на Мейн-стрит, между Ричмонд-авеню и Эйгл-стрит, где он оставался в течение следующих 5-и лет.
В 1936 году благотворители Джулиус Сеттгест и Бен Тауб пожертвовали университету 0,45 км² земли на создание постоянного кампуса и вскоре началась подготовка этой территории к строительству. В 1937 году на средства города здесь проложена Сен-Бернар-стрит, переименованная позже в бульвар Каллена. В 1938 году Хью Рой Каллен пожертвовал $ 335 000 на строительство первого здания нового кампуса, торжественно открытого 4 июня 1939 года. Уже на следующий день здесь начались занятия.
12 марта 1945 года вступил в силу подписанный сенатом законопроект № 207, который снимал управление университетом с HISD и передавал его в совет регентов.
В марте 1947 года регентами организован юридический факультет. В 1949 году Фонд Андерсона пожертвовал $ 1,5 млн. на строительство здания библиотеки на территории кампуса. К 1950 году число учебных корпусов выросло до 12, здесь учились 14 000 студентов и работали более 300 преподавателей. К 1951 году он стал вторым по величине университетом в штате Техас и был одним из самых быстроразвивающихся в США.

### Смена статуса

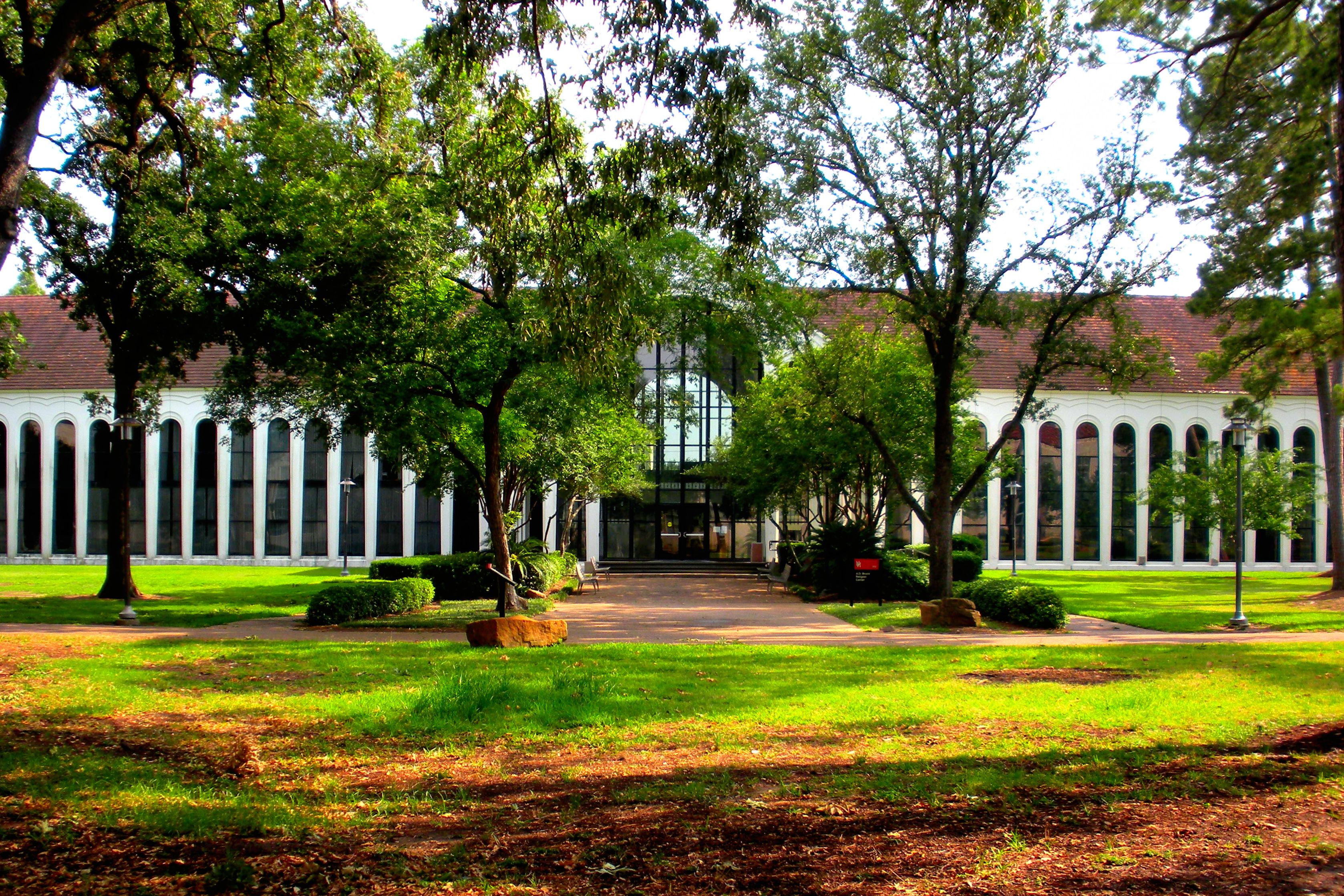
Религиозный центр Эндрю Брюса, открытый в 1965 году

В 1953 году в университете создана первая образовательная телевизионная станция, финансируемая Федеральной коммуникационной комиссией, которое спустя 4 года было прекращено. В это же время университет сталкивается и с другими финансовыми трудностями, вызванными ростом цен, которые стоимость обучения уже не покрывала, а её увеличение привело к снижению числа студентов.
После продолжительных дебатов между спонсорами Хьюстонского университета, во главе с президентом Эндрю Дэвисом Брюсом и представителями университетов штата, был выработан законопроект, подписанный сенатом 23 мая 1961 года, который позволял университету в 1963 году получить статус общественного.
В 1977 году Техасское законодательное собрание официально учредило Систему Хьюстонского университета (UHS). Президент университета Филипп Хоффман ушёл в отставку со своего поста и стал первым канцлером созданной системы.
26 апреля 1983 года было изменено официальное название на Хьюстонский университет в Юниверсити-Парк, но 26 августа 1991 года изменено обратно. Руководство университета хотело дать ему уникальное название, чтобы избежать путаницы с Хьюстонским университетом в Даунтауне, который является самостоятельным учебным заведением со своими образовательными программами.

### Современный период
В 1997 году должность президента в Хьюстонском университете и канцлера в UHS были совмещены между одним руководителем, на пост которого назначен Артур Смит. 15 октября 2007 года на должность канцлера и президента назначена Рену Катор.
В январе 2011 года Хьюстонский университет вступил в ряды лучших научно-исследовательских университетов США и получил статус Tier One — наивысшую оценку проводимых исследований.

## Кампус

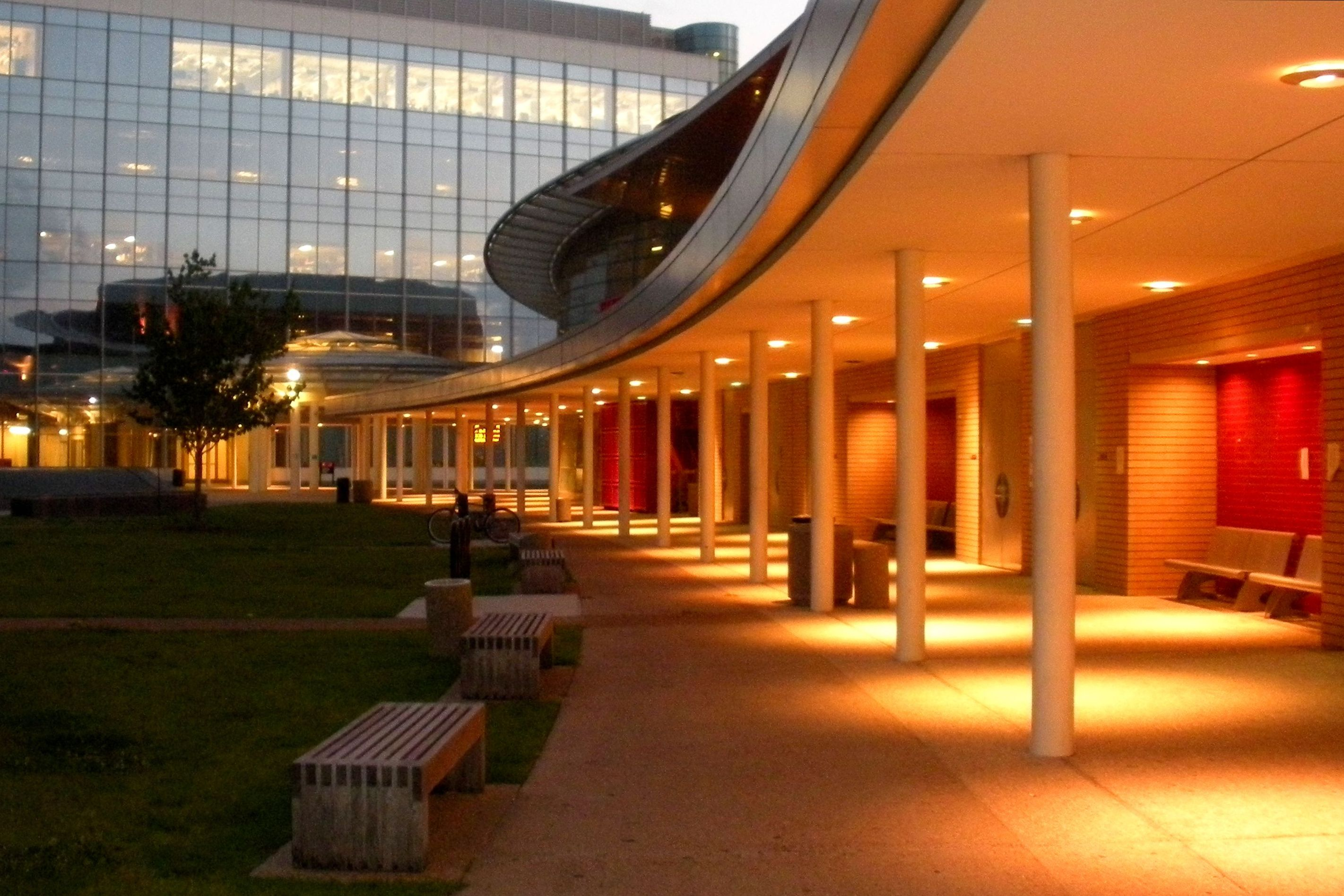
Инженерный колледж Каллена

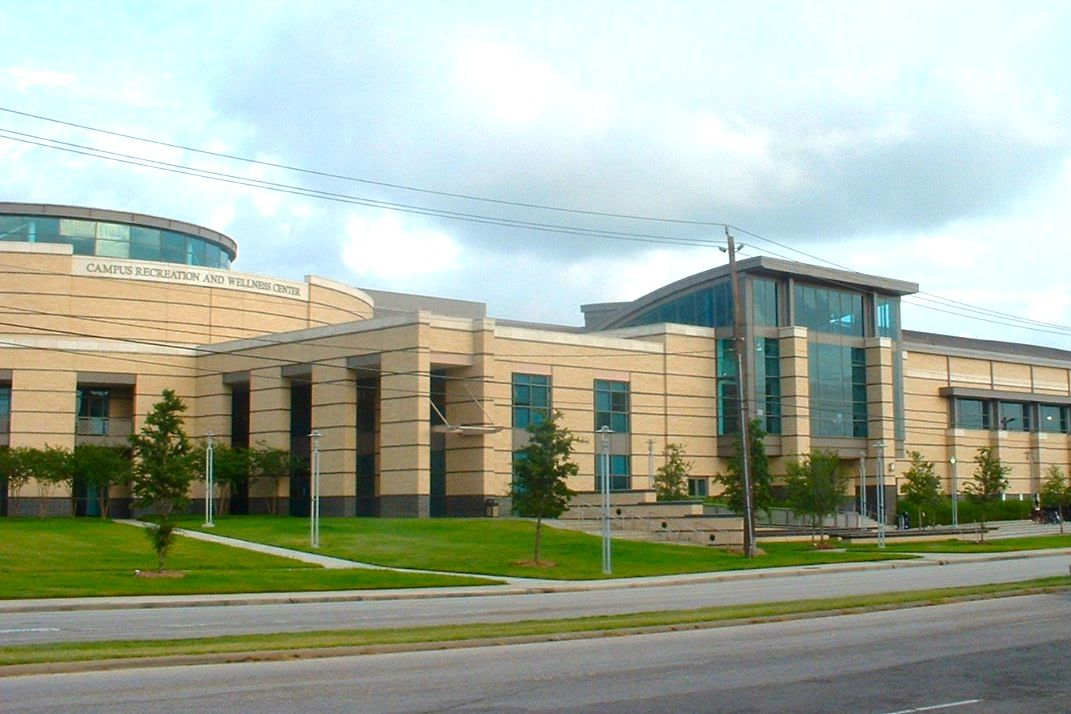
Центра отдыха и здоровья, работает с 2004 года

Кампус университета находится на юго-востоке Хьюстона, с юридическим адресом — 4800 Калхун-Роад. Занимает территорию в 2,70 км² (667 акров). Здесь расположились многочисленные живописные зелёные уголки, фонтаны и скульптуры, в том числе работы известного в США скульптора Джима Сенборна. Проектировкой зданий университета занимались выдающиеся архитекторы Сесар Пелли и Филип Джонсон. Проекты благоустройства территории были отмечены наградами группы «Сохраним красоту Хьюстона».
Кампус разделён на 5 районов:
1. Внутренний кампус.
Содержит комплекс образовательных зданий, научных и исследовательских центров, включая Библиотеку Андерсона, колледж искусств и социальных наук, колледж естественных наук и математики, технологический колледж, концертный зал на 1544 мест, Техасский центр сверхпроводимости и т. д.
2. Район искусств.
Расположен в северной части кампуса, здесь находятся: школа искусств, школа музыки, театральная школа, колледж архитектуры Джеральда Хинеса и школа телекоммуникаций Валенти, а также театр, опера, концертные залы для сольных и для хоровых выступлений.
3. Профессиональный район.
Расположен на востоке и северо-востоке кампуса, здесь находятся юридический центр, инженерный колледж Каллена и бизнес-колледж Бауэра.
4. Район Уилера.
Расположен в южной части кампуса и включает в себя общежития для студентов, колледж гостиничного и ресторанного менеджмента, колледж оптометрии.
5. Стадион.

На территории кампуса работают оздоровительный центр с плавательным бассейном, студия телеканала KUHT, радиостанция KUHF, вещающая на частоте 88,7 FM и Центр общественного мнения, а также отель Hilton, являющийся частью колледжа гостиничного и ресторанного менеджмента, который был создан на пожертвования основатель корпорации Hilton Hotels Конрада Хилтона.

## Структура университета

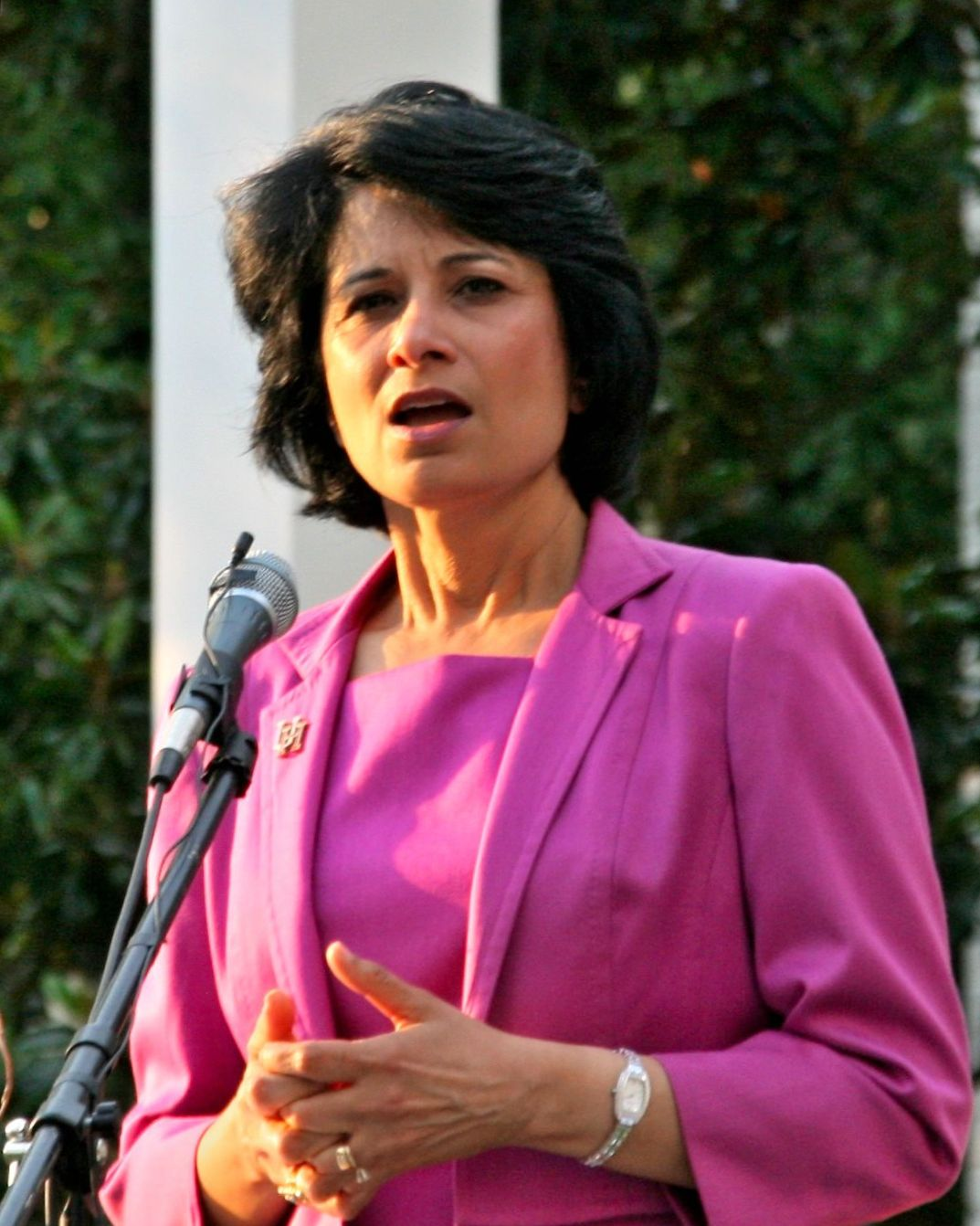
Рену Катор — президент университета с 2008 года

Хьюстонский университет — один из 4-х самостоятельных учебных заведений, входящих в UHS. Другими филиалами или кампусами он не располагает. С 1983 по 1991 год был известен под названием Хьюстонский университет в Юниверсити-Парк. Деятельность вуза осуществляется под контролем совета регентов UHS.
Президентом и исполнительным директором Хьюстонского университета, а также одновременно канцлером UHS, с 2008 года является Рену Катор — 13-й президент университета, 2-я женщина на этом посту и 1-й президент иностранного происхождения (индийского).
В состав университета входят 12 колледжей:
- Колледж архитектуры Джеральда Хинеса
- Бизнес-колледж Бауэра
- Педагогический колледж
- Инженерный колледж Каллена
- Колледж гостиничного и ресторанного менеджмента им. Конрада Хилтона
- Юридический центр Хьюстонского университета
- Колледж искусств и социальных наук
- Колледж естественных наук и математики
- Колледж оптометрии
- Колледж фармации
- Колледж социальной работы
- Технологический колледж

## Образование
Миссия университета заключается в распространении знаний через образование различных слоёв общества, путём проведения научных исследований, развитии творческих способностей и навыков.
Университет ведёт подготовку по 300 образовательным программам: 112 программ бакалавриата, 131 — магистратуры, 54 — докторских и 3 профессиональные программы со степенями докторов права, оптометрии и фармации. Ежегодно выпускники Хьюстонского университета получают более 7 200 учёных степеней, а количество выпускников превышает 250 000, что делает его крупнейшим в Хьюстоне и его окрестностях.

## Студенческая жизнь

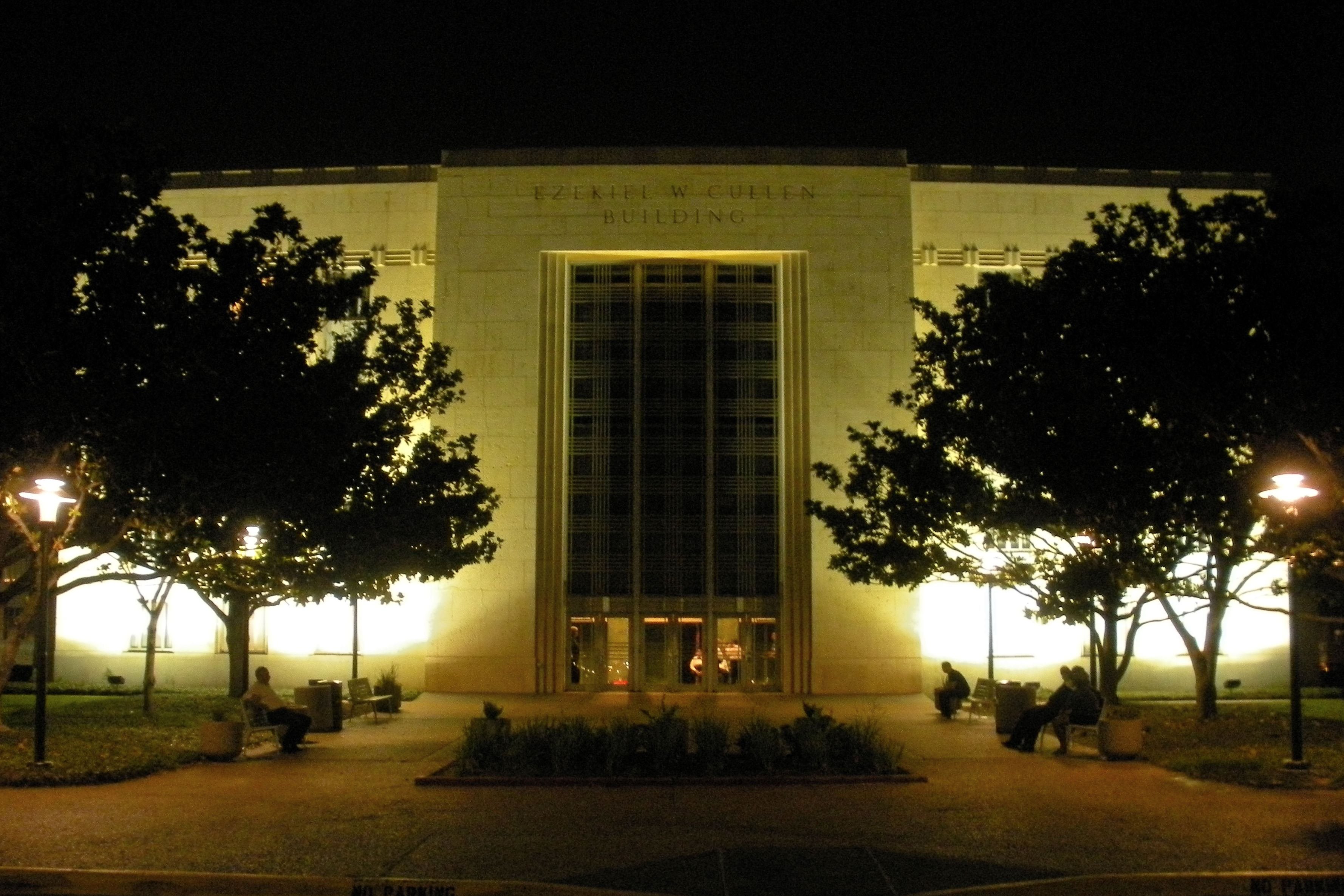
Концертный зал Каллена

Хьюстонский университет отличает разнообразие студенческого состава, издание U.S. News & World Report ставит его вторым по этому параметру среди исследовательских университетов США. В университете обучается значительное количество азиатских и латиноамериканских студентов, доля которых составляет 19,5 % и 22,3 % соответственно.
В концертном зале Каллена на 1544 мест студентам предлагается множество мероприятий: концерты, оперные выступления, музыкальные, театральные и танцевальные представления. Кроме того проходят концерты и на других площадках кампуса: в концерном зале Дадли, органном зале, оперном театре и др. Помимо студентов, выступают и преподаватели и приглашённые артисты в жанрах от джаза до оперы. Школа театра и танцев ежегодно предлагает серию из 5-и пьес классических и современных драматургов, а также постановки сотрудников школы.

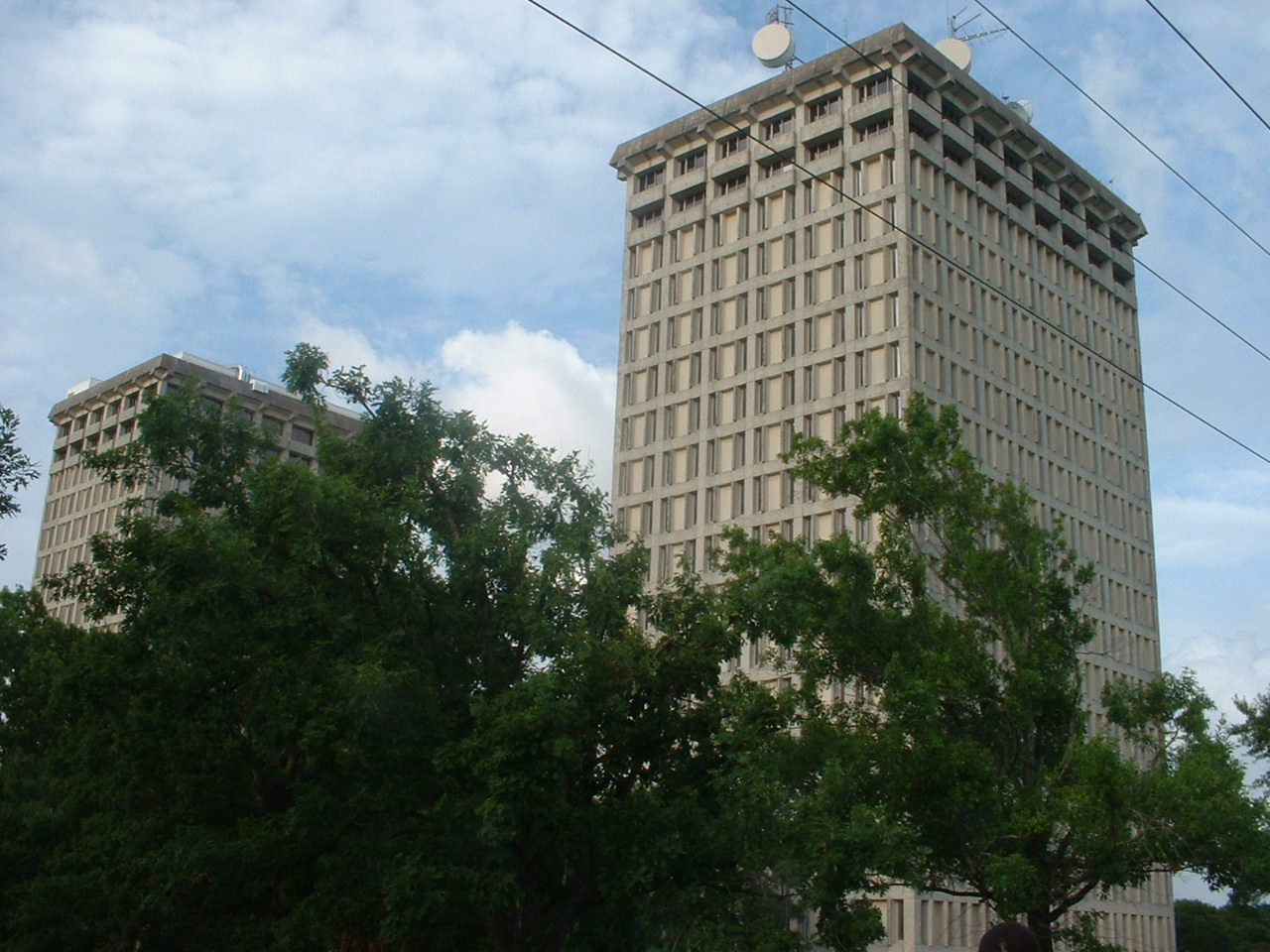
Башни Муди — крупнейшее общежитие и самое высокое сооружение кампуса

20 % студентов живут на территории кампуса. Хьюстонский университет располагает несколькими общежитиями: Башни Муди, Кугар-Вилладж, Калхун-Лофтс, Байу-Окс, Кугар-Плейс, Каллен-Окс и Кембридж-Окс, в которых оборудованы комнаты досуга и столовые.
Башни Муди часто называют просто Башни, это самое высокое сооружение на территории кампуса и крупнейшее по площади общежитие, вмещающее комнаты на 1100 студентов.
Общежитие Кугар-Вилладж самое новое и современное, открытие состоялось в августе 2010 года. Кроме студенческих номеров здесь находятся кухни, комнаты отдыха, центры обучения, компьютерные классы, магазин, прачечная и фитнес-центр. Кугар-Вилладж предоставляет свои услуги только для студентов первого курса.
C 1927 года издаётся официальная студенческая газета The Daily Cougar, а также ежегодник Хьюстонского университета The Houstonian.

## Традиции

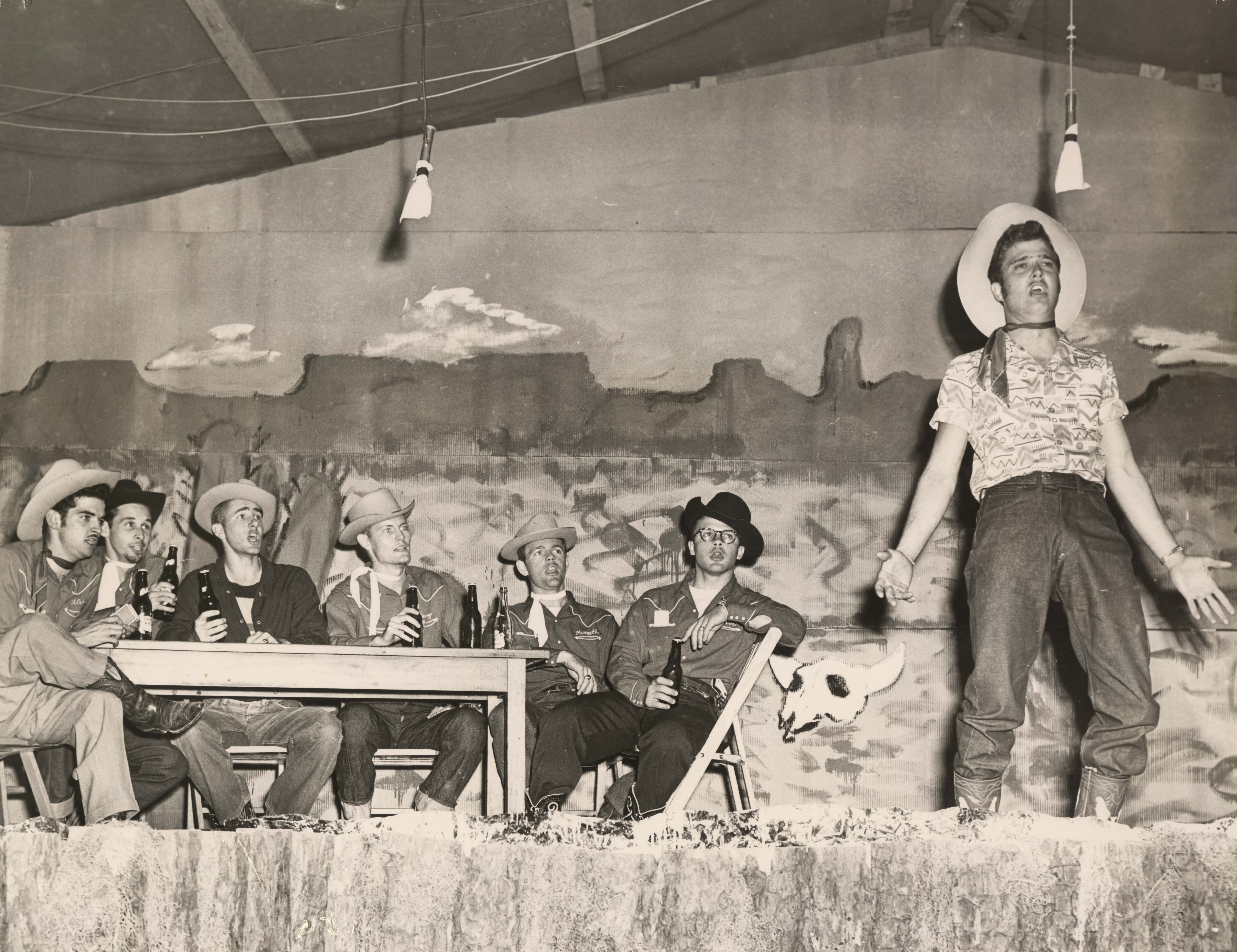
Студенческие выступления на фестивале Фронтир-Фиеста (1981)

Современная печать Хьюстонского университета была официально принята в 1938 году, её внешний вид стилизован под герб генерала Сэма Хьюстона. Первую официальную версию печати сейчас можно увидеть на полу Рой Каллен Билдинг.

Официальными цветами университета приняты алый красный      и белый     . Это цвета предка С. Хьюстона — сэра Хью, были приняты одновременно с гербовой печатью. Алый красный символизирует мужество и силу, белый — доброту и чистоту души.
Талисманом университета в 1947 году стала пума, позже названная Шаста, до 1989 года на территории кампуса постоянно жили особи этого вида.
С университетской командой всегда ездит группа студентов для участия в мероприятиях и поддержке боевого духа, так на футбольных матчах они надевают ковбойские шляпы, джинсы Wrangler, кожаные пальто-дастеры (любимые ковбоями Дикого Запада) и пробегают по полю с флагом университета и флагом Техаса после каждого победного очка.
Каждой весной проводится одно из важнейших событий кампуса, фестиваль Фронтир-Фиеста, к которому воссоздаётся городок XIX века с оформлением историческими экспонатами, музыкой, блюдами и кухней того времени. Всё это часть давней традиции, которая началась ещё в 1939 году.

Жест рукой в Хьюстонском университете

Лапа пумы — популярный жест рукой, используемый студентами, преподавателями и выпускниками Хьюстонского университета для выражения знака поддержки и товарищества. Эта традиция появилась вскоре после соревнований с Техасским университетом.
В 1953 году состоялась встреча команд университетов на футбольном матче. Это была их первая встреча, и члены братства Альфа Фи Омега, на ком лежала ответственность и забота о пуме-талисмане, привезли её с собой на игру. Однако во время поездки переднюю лапу пумы зажало дверью клетки и отрезало ей палец. Команда соперников Хьюстонского университета заметила, что произошло с их талисманом, и начала дразнить игроков, подняв вверх руки с согнутым безымянным пальцем. Техасский университет выиграл ту игру со счётом 28:7, а студенты Хьюстонского университета стали использовать этот знак, напоминая, что они не забыли те насмешки.
Во время второй встречи в 1968 году матч окончился со счётом 20:20, а на следующей встрече в 1976 году, Хьюстонский университет разгромил команду Техасского университета со счётом 30:0. Эта победа окончательно закрепила традицию использования жеста Лапа пумы.

## Выпускники и преподаватели
В Хьюстонском университет работали многие известные учёные, писатели, музыканты, выпускники университета добились значительных успехов и стали знаменитыми актёрами, музыкантами, спортсменами, астронавтами.

### Преподаватели
- Клайд Дрекслер — знаменитый американский баскетболист.
- Альберто Гонсалес — американский адвокат и политик, генеральный прокурор США с 2005 по 2007 год.
- Алан Холлингхёрст — современный британский писатель и литературный критик.
- Марк Стрэнд — американский поэт, эссеист и переводчик.
- Джоди Уильямс — американская активистка и преподаватель.
- Эдвард Олби — американский драматург.
- Игорь Букетов — американский дирижёр, сын русского священника.
- Орасио Гутьеррес — американский пианист кубинского происхождения.
- Милтон Катимс — американский альтист и дирижёр.
- Шиинг-Шен Черн — китайско-американский математик, один из крупнейших в XX веке специалистов по дифференциальной геометрии и топологии.
- Арчер Мартин — английский биохимик и физико-химик.

### Выпускники
- Chamillionaire — американский рэпер, певец.
- Джонни Чен — профессиональный игрок в покер.
- Бретт Каллен — американский актёр.
- Лоретта Дивайн — американская характерная актриса театра, кино и телевидения.
- Билл Хикс — стендап-комик и социальный критик.
- Полина Оливерос — американская аккордеонистка и композитор.
- Lil Wayne — рэпер.
- Джим Парсонс — американский актёр.
- Деннис Куэйд — американский киноактёр.
- Рэнди Куэйд — американский актёр, лауреат премии «Золотой глобус».
- Кеннет Лэй — американский бизнесмен, глава Enron.
- Кенни Роджерс — американский певец и киноактёр.
- Джулиан Шнабель — американский художник и кинорежиссёр.

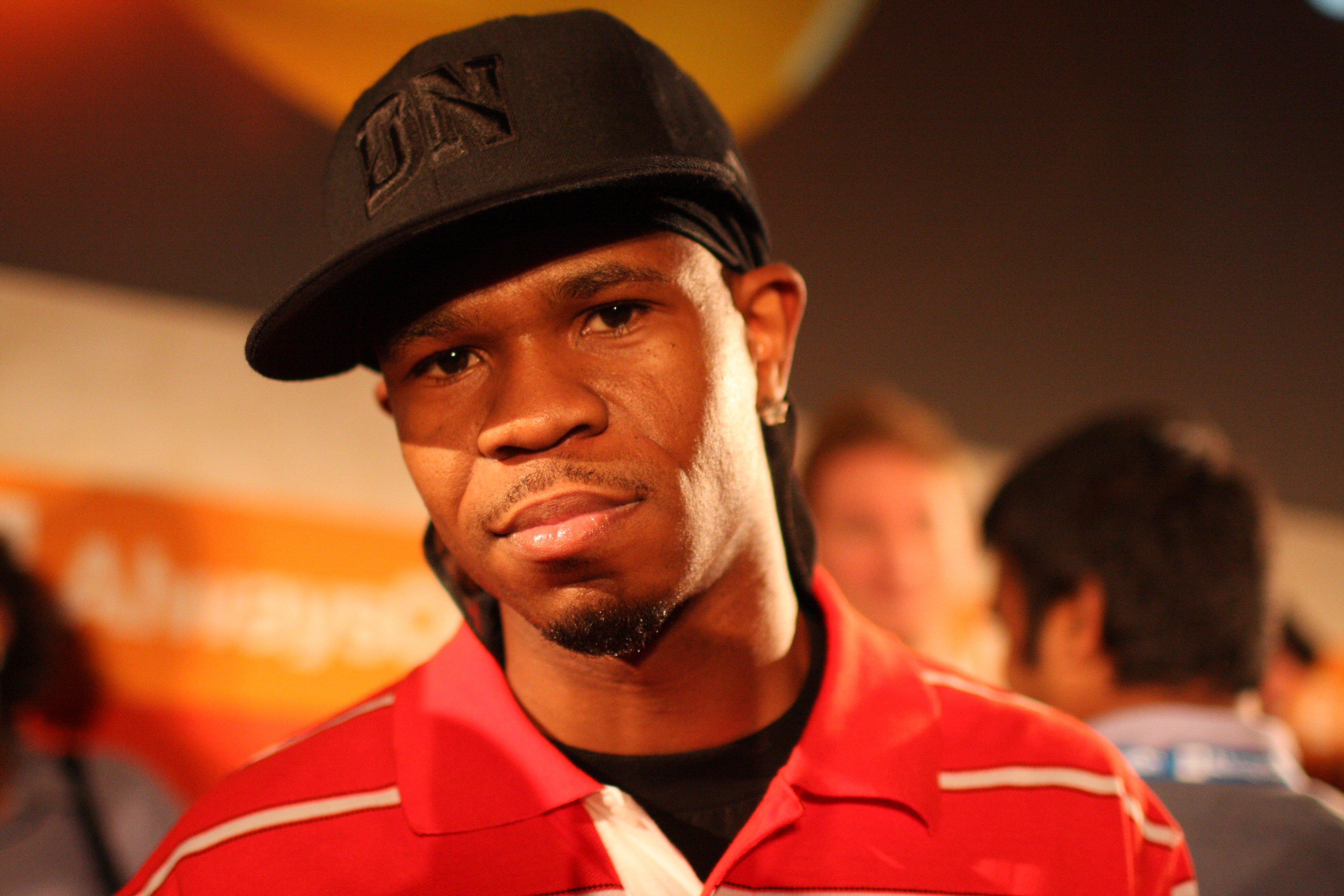
Chamillionaire
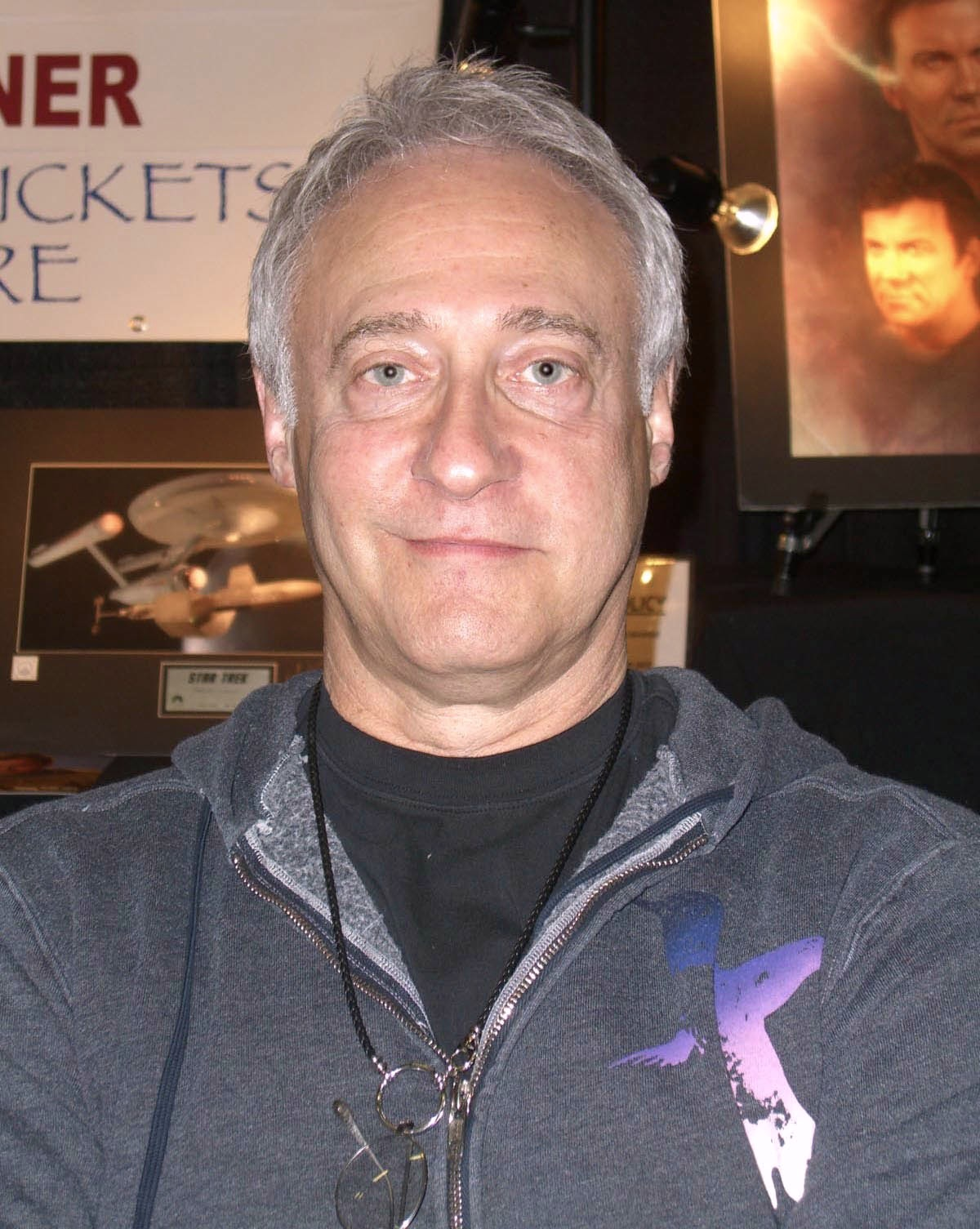
Брент Джей Спайнер — американский актёр.
- Кристл Стюарт — модель.
- Таунс Ван Зандт — американский музыкант и поэт, исполнитель музыки кантри, фолка и блюза.
- Роджер Райт — американский пианист.
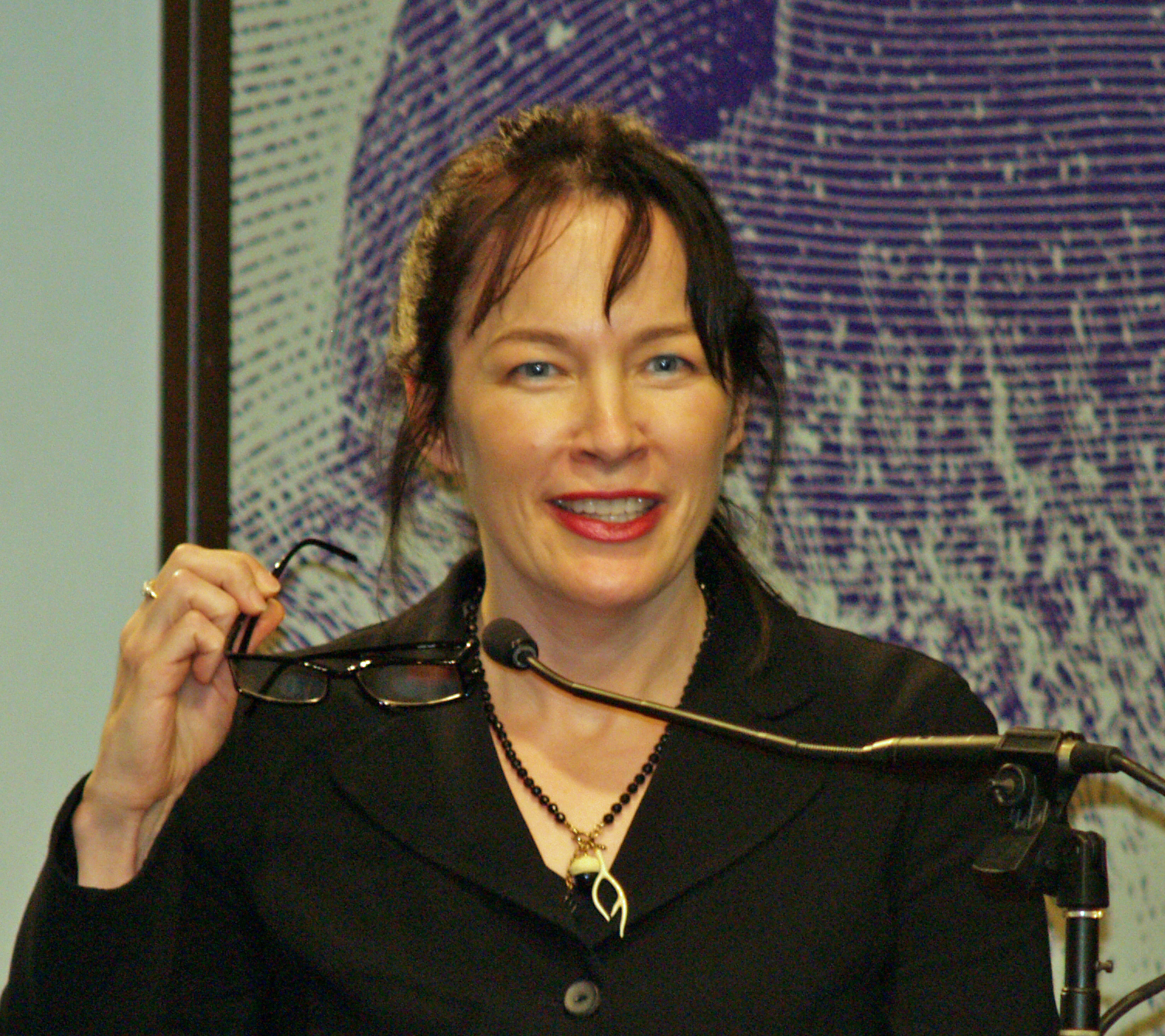
Элис Сиболд — американская писательница, автор мирового бестселлера «Милые кости».
- Джин Вулф — американский писатель, пишущий в жанрах научной фантастики и фэнтези.
- Клайд Дрекслер — американский баскетболист, атакующий защитник и лёгкий форвард, чемпион НБА 1995 года.
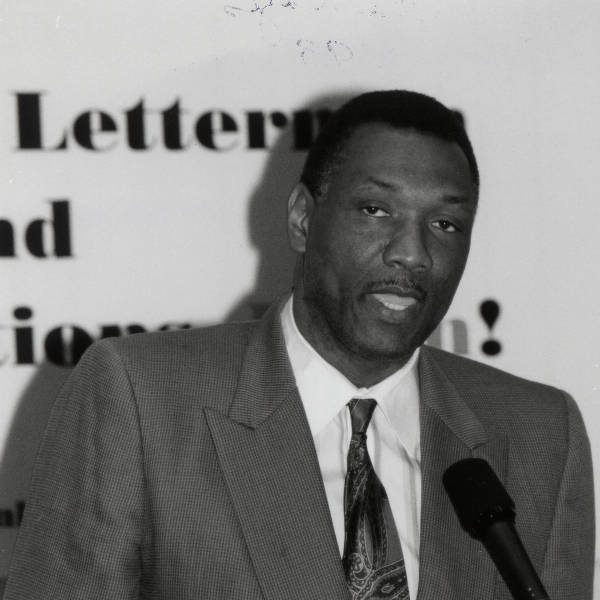
Элвин Хейз — американский профессиональный баскетболист, выступавший в Национальной баскетбольной ассоциации.
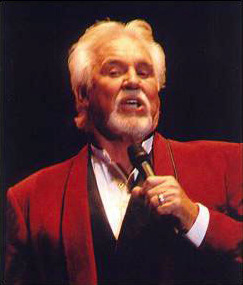
Кенни Роджерс
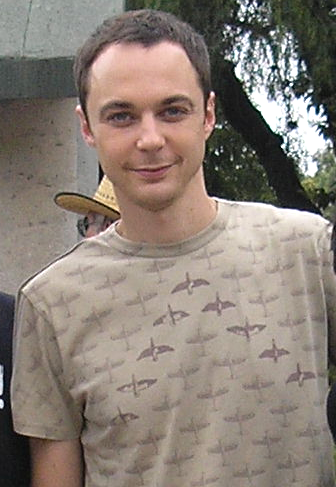
Джим Парсонс

- Деймон Джонс — американский профессиональный баскетболист.
- Хаким Оладжьювон — нигерийский и американский профессиональный баскетболист.
- Бо Аутло — американский профессиональный баскетболист.
- Ли Лабрада — американский культурист.
- Вера Ильина — советская и российская прыгунья в воду, олимпийская чемпионка, призёр чемпионатов мира и Европы.
- Юлия Пахалина — российская прыгунья в воду.
- Анастасия Позднякова — российская прыгунья в воду.
- Мишель Смит — ирландская пловчиха.
- Карл Льюис — выдающийся американский легкоатлет.
- Маурицио Кели — итальянский лётчик, астронавт ЕКА, 2-й астронавт Италии.
- Бонни Джинн Данбар — американская женщина-астронавт.
- Акихико Хосидэ — японский космонавт.
- Рекс Джозеф Уолхайм — американский астронавт.
- Маргарет Спеллингс — 8-й министр образования США.
- Мэри Кэй Эш — самая успешная американская женщина-предпринимательница XX века, основательница компании Mary Kay.

См. также: Категория:Выпускники Хьюстонского университета
- Chamillionaire
- Брент Спайнер
- Элис Сиболд
- Элвин Хейз
- Кенни Роджерс
- Джим Парсонс